# Rik Hindriks
Diederik Volkert (Rik) Hindriks ('s-Gravenhage, 8 november 1953) is een Nederlands vervoerseconoom,ondernemer,ambtenaar, bestuurder en politicus namens de Partij van de Arbeid. Hij is directeur van Hinson advies in Hendrik-ido-Ambacht.

## Leven en werk
Hindriks heeft de hogereburgerschool-b, de opleiding aan de Hogere Zeevaartschool in Amsterdam en een studie economie aan de Universiteit van Amsterdam afgerond. Hij is enige tijd werkzaam geweest als stuurman in de scheepvaart. Nadien vervulde hij functies binnen de economische-financiële sector. Hindriks werkte achtereenvolgens bij Fokker, Rijkspostspaarbank en het Koninklijk Instituut voor de Tropen. Vervolgens is hij controller geworden bij diverse bedrijven, uiteindelijk als financieel directeur bij Thyssen liften, een functies die hij van 1995 tot 1998 vervulde.
Hindriks wordt in 1995, die dan al diverse partijfuncties heeft bekleed, verkozen in de Provinciale Staten van Zuid-Holland namens de Partij van de Arbeid. In 1999 wordt hij verkozen als lid van de Tweede Kamer der Staten-Generaal. In de Tweede Kamer der Staten-Generaal hield hij zich voornamelijk bezig met economische zaken, financiën en verkeer. Hij dreigde in mei 2001 de Tweede Kamer te verlaten, omdat het fractiebestuur zich tegen het door de fractie goedgekeurde en met de VVD afgesproken voorstel keerde om samen met Stef Blok (VVD) een initiatiefvoorstel in te dienen over verruiming van de mogelijkheden voor allochtone winkeliers om op zondag de winkel te openen. Na de toezegging dat de afspraken met Stef Blok zouden worden nagekomen, zodat het voorstel zou worden uitgewerkt en in de fractie verdedigd, bleef hij aan als Tweede Kamerlid.
Hindriks was algemeen woordvoerder Economische Zaken en woordvoerder belastingen bedrijven. Hindriks was nauw betrokken bij de Wet Personen Vervoer 2000. Een amendement Hindriks zorgde dat overheden niet meer aan de eigen vervoersbedrijven mochten aanbesteden.
Samen met Geert Wilders zorgde Hindriks voor het aannemen van de wet Verklaring Abeids Relaties.
Hindriks richtte in 2002 zijn eigen bedrijven Hinson Culture Travel en Wiking op en was van juli 2004 tot juli 2010 directeur van de rekenkamer van de gemeente Dordrecht. Daarnaast was hij voorzitter van de gemeentelijke rekenkamercommissies Uden, Sliedrecht, Alblasserdam en Drimmelen.
Van 2002 tot 2011 was Rik Hindriks financieel adviseur en interim manager. Onder andere voor ThyssenKrupp Encasa en 2006/2007 als financieel directeur/controller van de Gemeente Nijmegen.
In 2012 en 2013 werkte hij als CEO en CFO voor Thyssenkrupp encasa AS in Oslo.
Vanaf 2015 is Rik Hindriks lid van het expertteam Publiek Domein, vanaf 2017 ambassadeur van Partners &. Propper.
In 2018 is Rik Hindriks kandidaat lid van het verantwoordingsorgaan ABP voor de FNV
- Parlement.com: vg09llpn0et1